# Bandiera sinistra di Alxa
La bandiera sinistra di Alxa (阿拉善左旗S, Ālāshàn Zuǒ QíP) è una bandiera della Cina, situata nella regione autonoma della Mongolia Interna e amministrata dalla lega dell'Alxa.